# 商承祚

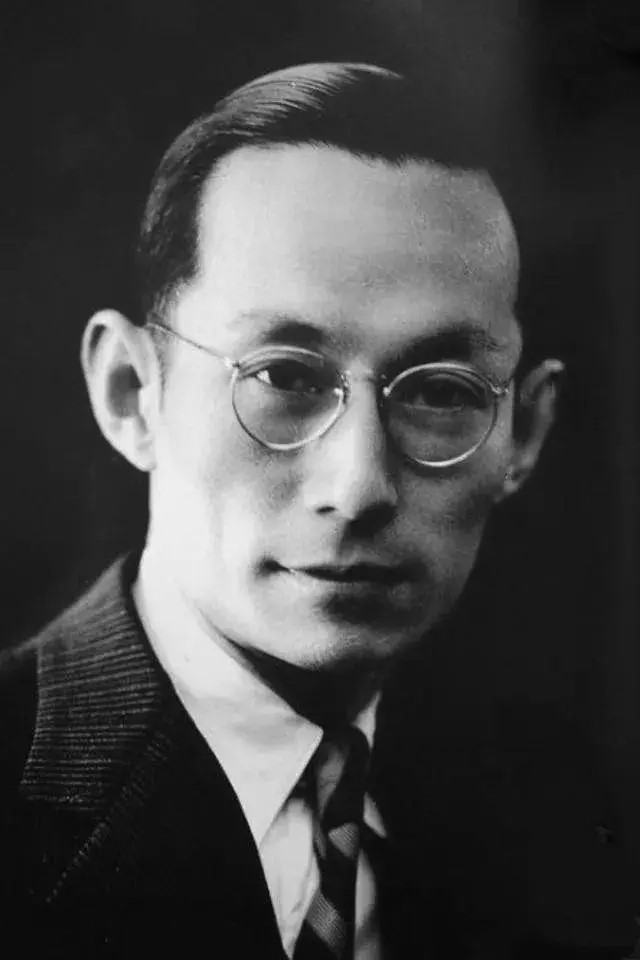
民国时期的商承祚

商承祚（1902年3月7日—1991年5月12日），字锡永，号驽刚、蠖公、契斋，广东番禺人，中国古文字学家、考古学家、金石篆刻家、书法家。早年師從羅振玉，研究甲骨文，曾任中山大学教授。晚年罹疾，行為怪異。著有《殷契佚存》、《殷虛文字類編》等。

## 生平
出身书香门第，父亲商衍鎏为最后一次科举考试探花。自小酷爱古器物、古文字。
1921年起师从罗振玉研究古文字。1922年就读北京大学研究所研究生，同年结识一生挚友容庚。1923年出版中国最早的甲骨文工具书《殷虚文字类编》，受到罗振玉和王国维赞赏，一举成名。1925年南京东南大学任讲师。1927年受顾颉刚之邀出任中山大学教授，1929年继顾之后任该校语言历史学研究所代主任。1930年7月辞职，转北京多所大学任教。
抗日战争爆发，随金陵大学内迁，又在齐鲁大学、重庆大学、重庆女子师范大学等校任教。
1948年回到中山大学文学院语言学系任教，直至去世。1965年12月和1973年5月两次将所藏陶瓷类文物22件无偿捐献故宫博物院。

## 著作
- 《殷墟文字类编》
- 《石刻篆文类编》
- 《金文萃编》
- 《福氏所藏甲骨文字》
- 《殷契佚存》
- 《十二家吉金图录》
- 《战国楚简汇编》
- 《战国楚帛书述略》
- 《先秦货币文编》
- 《说文中之古文考》
- 《长沙古物闻见记》

## 家族
- 祖父商廷焕（1840－1887），字蔚田，号明章，师从著名学者陈澧，但终身应考不中[2][3]。
- 父商衍鎏（1875－1963），末科探花[4]。曾任中央文史研究馆副馆长[5]。
- 叔公商廷修，光緒二十四年（1898年），光緒戊戌科二甲進士130名。
- 大伯商衍瀛（1870－1960），清光绪进士，书法家，曾追随溥仪到满洲国。因两兄弟都高中进士，有“禺山双凤”之誉[6]。
- 长兄商承祖，翻译家，精德语，南京大学教授[7]。

## 後代及學生
商承祚有二子一女，長子商志馥，曾任華南理工大學圖書館副館長，為中山大學圖書館學系創辦人之一兼副系主任；次子商志𩡝，為中山大學教授、考古學家、人類學家；有一女商志男。又有弟子孫望。